# Addison Reed
Addison Devon Reed (né le 27 décembre 1988 à Etiwanda, Californie, États-Unis) est un ancien lanceur de relève droitier de la Ligue majeure de baseball.

## Carrière

### White Sox de Chicago

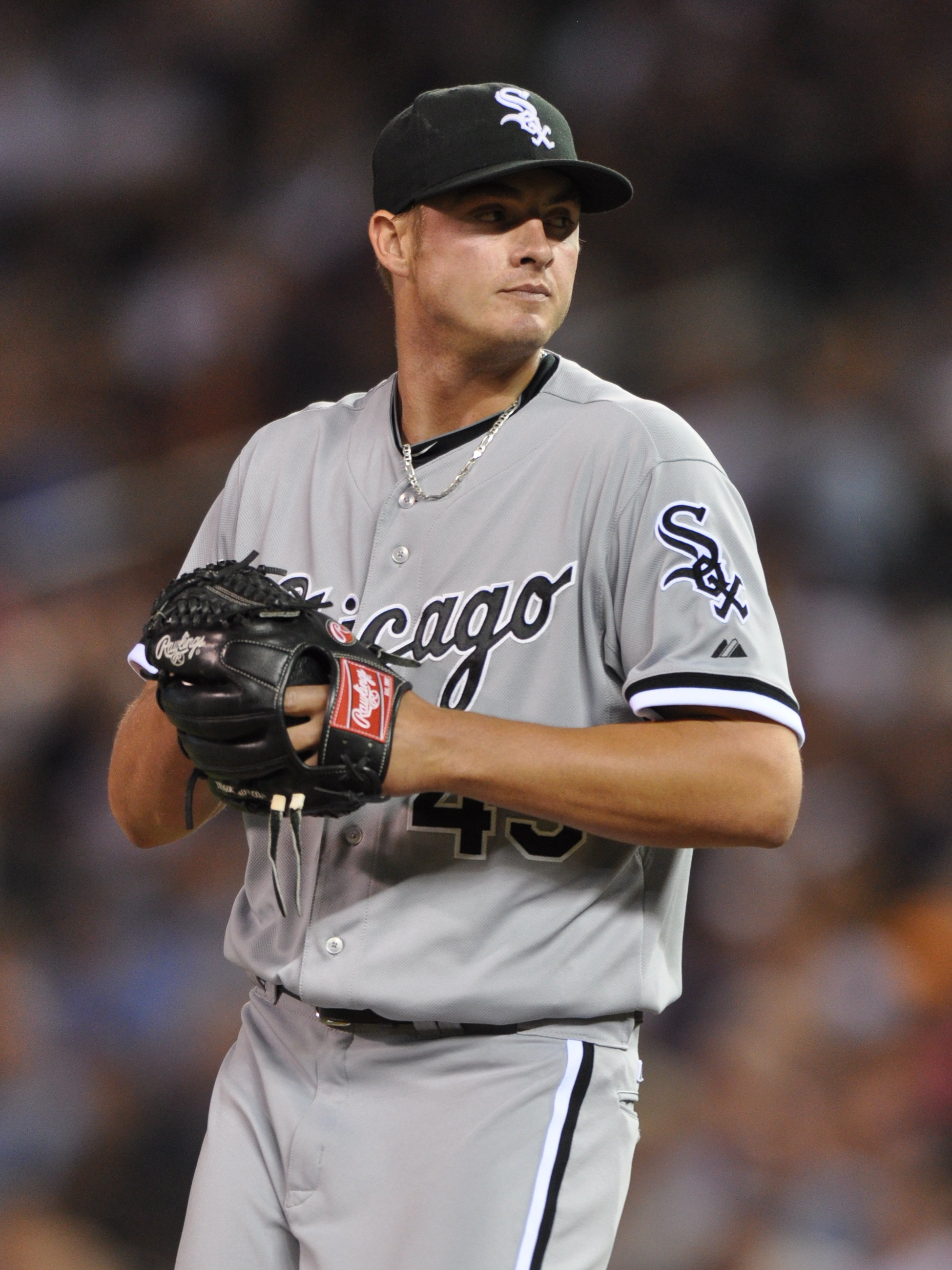
Addison Reed en 2012 avec les White Sox de Chicago.

Joueur de l'université d'État de San Diego, Addison Reed est un choix de troisième ronde des White Sox de Chicago en 2010.
Il obtient un premier rappel des ligues mineures en septembre 2011 lorsque les équipes du baseball majeur sont autorisées à augmenter leurs effectifs à 40 joueurs pour le dernier mois de la saison régulière. À ce moment, Reed fait état d'une spectaculaire progression dans les rangs mineurs : en 108 manches et un tiers lancées en moins de deux saisons avec les clubs-école des White Sox, sa moyenne de points mérités n'est que de 1,41. 
Reed fait ses débuts dans les majeures pour Chicago le 4 septembre 2011. Il apparaît dans 6 matchs comme releveur en fin de saison. 
À sa première saison complète dans les majeures en 2012, Reed mène les lanceurs des White Sox pour les sauvetages avec 29. Sa moyenne de points mérités est cependant élevée. Elle atteint 4,75 en 55 manches lancées lors de 62 sorties au monticule. Le droitier remporte sa première victoire dans les majeures le 7 juin 2012 sur les Blue Jays de Toronto et termine la campagne avec une fiche de 3-2. Son premier sauvetage est réalisé le 5 mai 2012 dans un triomphe sur les Tigers de Détroit.
En 2013, Reed est encore le stoppeur des White Sox et termine 5e de la Ligue américaine avec 40 sauvetages, malgré le fait que les White Sox ne remportent que 63 victoires durant la saison. Gagnant de 5 parties contre 4 défaites, il abaisse sa moyenne de points mérités à 3,79 en 71 manches et un tiers lancées lors de 68 sorties. Il enregistre de plus 72 retraits sur des prises.
À ses deux saisons complètes à Chicago, Addison Reed protège 69 matchs de son équipe.

### Diamondbacks de l'Arizona
Le 16 décembre 2013, les White Sox de Chicago échangent Addison Reed aux Diamondbacks de l'Arizona contre un jeune joueur de troisième but des ligues mineures, Matt Davidson.

### Mets de New York
Le 30 août 2015, Reed est échangé aux Mets de New York contre les lanceurs droitiers des ligues mineures Miller Diaz et Matt Koch.
Reed brille à New York avec une moyenne de points mérités d'à peine 2,09 et 156 retraits sur des prises en 142 manches lancées de 2015 à 2017. 
Il atteint avec les Mets la Série mondiale 2015 perdue par New York face aux Royals de Kansas City mais est le lanceur perdant du 5e et dernier match de la finale.

### Red Sox de Boston
Le 31 juillet 2017, les Mets de New York échangent Addison Reed aux Red Sox de Boston contre Gerson Bautista, Jamie Callahan et Stephen Nogosek, tous lanceurs droitiers jouant à ce moment-là en ligues mineures.